# 堀淳一
堀 淳一（ほり じゅんいち、1926年〈大正15年〉10月6日 - 2017年〈平成29年〉11月15日）は、日本の物理学者、随筆家。北海道大学名誉教授。
専門は理論物理学であるが、地図に関するエッセイを多く著した。

## 経歴
1926年、物理学者の父・堀健夫と母・志づの長男として京都府京都市に生まれる。弟妹が6人いる。
経済学者で関西学院大学学長を務めた堀経夫は伯父、ノーベル物理学賞を受賞した朝永振一郎は母方の叔父にあたる。
父の北大着任に伴い、1935年（昭和10年）から北海道札幌市に在住。小学校の頃から地図の魅力に魅せられた。
札幌一中（現・北海道札幌南高等学校）を経て、1950年に北海道大学理学部物理学科を卒業。同低温科学研究所、理学部助教授を歴任し、1966年9月より教授となる。
専門は理論物理学で、乱れた結晶の物性を理論的に探る研究に取り組んだ。その一方で、1960年代から地形図を手に全国の旧道、廃線跡、産業遺跡（産業遺産・遺構・廃墟）などを歩く旅を開始。
1972年に『地図のたのしみ』で日本エッセイストクラブ賞を受賞し、1974年から地図愛好者の集まり「コンターサークル」を主宰。
その頃から能力の限界を感じ「これ以上学生を指導しているふりをするのは詐欺」と考え、また教授としての雑用や「学内政治」に嫌気がさし、1980年10月に定年まで約10年を残し中途退職した。
NHKのテレビ番組『ブラタモリ』などに代表される地図散策趣味の先駆者といえる紀行作家であり、晩年まで各地を精力的に歩き続けた。

## 人物
クラシック音楽を好み、「レモンティーとモーツアルトで1日が始まる」というほどで、長く札幌交響楽団友の会の会員であり、また本人もピアノを演奏した。

## 受賞
- 1972年 日本エッセイストクラブ賞　『地図のたのしみ』

## 著書
- 『物理数学』第1 - 2（共立出版） 1969
- 『地図のたのしみ』（河出書房新社） 1972 、のち文庫
- 『物理数学演習』（共立出版） 1973
- 『地図を歩く』（河出書房新社） 1974 、のち文庫
- 『物理の風景 数理物理学者の見た世界』（講談社、ブルーバックス)　1974
- 『地図から旅へ』（毎日新聞社） 1975 、のち講談社文庫
- 『地図とカメラのヨーロッパ軽鉄道散歩』（河出書房新社） 1975
- 『地図はさそう 自然と人と詩と』（そしえて文庫） 1976、のち河出文庫
- 『ランジュバン方程式』（岩波書店） 1977
- 『旅あの日この日 続・地図を歩く』（スキージャーナル） 1977
- 『地図と風土』（そしえて選書） 1978
- 『ヨーロッパ軽鉄道の詩』（スキージャーナル） 1979 、のち旺文社文庫
- 『エントロピーとは何か 「でたらめ」の効用』（講談社、ブルーバックス） 1979
- 『地図は語る 自然と歴史と手づくりの旅』（創隆社ジュニアブックス） 1981
- 『地図のけんきゅう』（岩波書店） 1982
- 『地図 -「遊び」からの発想』（講談社現代新書） 1982
- 『消えた鉄道 レール跡の詩』（そしえて、風土と歴史をあるく） 1983、のち改題『消えた鉄道を歩く』（講談社文庫）
- 『地図なんでも入門』（小学館入門百科シリーズ） 1984
- 『ニュージーランドは詩う』（そしえて） 1984
- 『オホーツク 春と秋の心象風景』（そしえて、風土と歴史をあるく） 1984
- 『ヨーロッパの気ままな旅』（旺文社文庫） 1984
- 『忘れられた道 旧道の静寂・廃道の幽愁』（そしえて、風土と歴史をあるく） 1984
- 『地図のイメージ紀行』（福武書店） 1984
- 『サッポロこぼれある記 北の街の空のひろがり』（そしえて、風土と歴史をあるく） 1986
- 『森と野と古都の旅 西ドイツ地図紀行』（旺文社文庫） 1986
- 『霧のかなたの聖地 アイルランドひとり旅』（筑摩書房） 1987、のち改題『ケルトの島・アイルランド』（文庫）
- 『地図・イメージ・その美』（古今書院） 1987
- 『北海道地図を紀行する 道南・道央編』（北海道新聞社） 1988
- 『れいる残照』（そしえて） 1989
- 『地図のイコノロジー』（筑摩書房） 1989
- 『北海道地図を紀行する 道東・道北編』（北海道新聞社） 1989
- 『地図の科学 よい地図・わるい地図』（講談社、ブルーバックス）1990
- 『北海道鉄道跡を紀行する』（北海道新聞社） 1991
- 『ケルトの残照 ブルターニュ、ハルシュタット、ラ・テーヌ心象紀行』（東京書籍） 1991
- 『地図を旅する 一枚の地図から広がるロマン』（創隆社ジュニア選書） 1991
- 『ケルト・石の遺跡たち アイルランドひとり旅』（筑摩書房） 1991
- 『地図』（あべゆっけイラスト、現代書館、For beginnersシリーズ） 1992
- 『忘れられた道 北の旧道・廃道を行く』（北海道新聞社） 1992
- 『巡遊北の小さな岬』（北海道新聞社） 1993
- 『ドナウ・源流域紀行 ヨーロッパ分水界のドラマ』（東京書籍） 1993
- 『地図のワンダーランド 地図の不思議探検』（小学館） 1994 、のちライブラリー
- 『わたしの北の川 源流・悠流のドラマ』（北海道新聞社） 1994
- 『北海道産業遺跡の旅 栄華の残景』（北海道新聞社） 1995
- 『アジアの地図いまむかし 文化史散歩』（スリーエーネットワーク） 1996
- 『誰でも行ける意外な水源・不思議な分水 ドラマを秘めた川たち』（東京書籍） 1996
- 『一本道とネットワーク 地図の文化史・方法叙説』（作品社） 1997
- 『風変わりオランダ紀行 島・水郷湿原・丘・多稜郭』（東京書籍） 1997
- 『続・北海道鉄道跡を紀行する』（北海道新聞社） 1999
- 『続・忘れられた道 北の旧道・廃道を行く』（北海道新聞社） 1999
- 『ライン川源流域紀行 知られざるスイスの水の風景』（東京書籍） 2000
- 『忘れられた道 完』（北海道新聞社） 2000
- 『北海道かくれた風景 地図を紀行する』（北海道新聞社） 2001
- 『地図で歩く古代から現代まで』（JTB） 2002
- 『消えた街道・鉄道を歩く地図の旅』（講談社+α新書） 2003
- 『歴史廃墟を歩く旅と地図 水路・古道・産業遺跡・廃線路』（講談社+α新書） 2004
- 『にっぽん地図歩きの旅古道、旧道、旧街道』（講談社+α新書） 2010
- 『地図の中の札幌 ～街の歴史を読み解く』（亜璃西社） 2012
- 『北海道 地図の中の鉄路 ～JR北海道全線をゆく、各駅停車の旅』（亜璃西社） 2014
- 『北海道 地図の中の廃線 ～旧国鉄の廃線跡を歩く追憶の旅』（亜璃西社） 2017　※遺作

### 共編著
- 『光学 第2』（堀健夫共著、みすず書房、物理学大系 基礎物理篇 第6） 1953
- 『地図の風景』（山口恵一郎, 籠瀬良明共著、そしえて文庫） 1979 - 1982
- 『地図のみた世界』（佐藤任弘共監修、福武書店、サイエンス・アイ） 1983
- 『日本の名随筆 別巻 46 地図』（作品社） 1994
- 『スイス温泉紀行』（小野寺淳子共著、作品社） 2006